# Hintz György (gyógyszerész, 1874–1956)
Legifjabb Hintz György (Kolozsvár, 1874. szeptember 6. – Kolozsvár, 1956. május 5.) gyógyszerész, a Kolozsvári Gyógyszerész Testület elnöke.

## Élete
Édesapja, ifj. Hintz György Szent György patikájában kezdett dolgozni mint gyakornok, majd 1896-ban gyógyszerészi diplomát szerzett. 1897-ben doktorált, majd 1898-ban átvette a gyógyszertár vezetését.
Műve: A Nerium oleander levelének szöveti szerkezete és alkatrészei, Kolozsvár, 1897.